# 一宮里絵
一宮 里絵（いちみや りえ、1976年4月21日 - ）は、日本の女優。

## 人物
- 大分県大分市出身。
- 亜細亜大学経営学部経営学科卒業。
- 血液型はO型。
- 簿記3級、珠算2級。放送コンクール全国大会出場（朗読の部九州代表）。
- 趣味は読書、料理、イラスト、パソコン、ゲーム、アクセサリー作り、編み物。
- 特技は早口言葉。
- 元黒BUTAオールスターズ3期メンバー。
- 所属事務所はオーガストクラブ→ホリプロ（1999年以降）。2003年、ホリプロを辞めた後の活動は不明。

## 出演

### テレビドラマ
- 未成年（TBS系列）
- 私の運命（TBS系列）
- 銀狼怪奇ファイル（NTV系列）
- 世にも奇妙な物語（CX系列）

### バラエティ番組
- 真夜中の王国（NHK）
- 王様のブランチ（TBS系列、1997年4月 - 1998年3月）
- はなきんデータH（ANB系列）
- 峰竜太のホンの昼メシ前（NTV系列）
- 特命リサーチ200X（NTV系列）
- CxSportsSunday739（CS）
- 世界・ふしぎ発見!（TBS系列）
- クイズ!年の差なんて（CX系列）
- 黒BUTA天国（TX系列）
- たけしの誰でもピカソ（TX系列）
- 64マリオスタジアム（TX系列）
- 輝く日本の星!『原節子を創る』（TBS系列）
- 太陽のごちそう!（WOWOW）

### 映画
- OL忠臣蔵（松竹）

### CM
- 全国豆類振興会「豆」（1994年）
- ドギーマン「愛犬物語シリーズ」（1995年）
- 足利銀行（1998年）

### 写真集
- イッちゃんの夏休み（1995年、ぶんか社）ISBN 978-4821120697